# ワルキューレの伝説 外伝 ローザの冒険
『ワルキューレの伝説 外伝 ローザの冒険』（ワルキューレのでんせつ がいでん ローザのぼうけん）は、1996年4月26日にナムコ（後のバンダイナムコゲームス）より発売されたWindows用デジタルコミック。「ワルキューレ」シリーズのひとつ。

## 概要
本作は、1989年に稼働されたアーケードゲーム『ワルキューレの伝説』の外伝作品である。1992年にスーパーファミコン用ソフト『サンドラの大冒険 ワルキューレとの出逢い』が発売されたが、この作品は主人公のワルキューレが登場しなかったこともあり、本作は7年ぶりに登場するワルキューレが売りの一つとなっていた。
デジタルコミック形式、PC用ゲームソフトはいずれもシリーズ初の試みだったが、販路がパソコンショップにほぼ限定され、販売面では苦戦したことが明かされている。
ストーリーの分岐点は物語に集中できるように10か所程度に抑えられ、イベントシーンにはアニメーションが採用された。アニメーションのカット数は約250、総セル画枚数は約2,000枚にのぼる。初回特典として、設定資料集とデフォルメフィギュア（ワルキューレ、ローザ、ヴィオレットのいずれか1つ）が用意された。

## ストーリー
天上界に封印されていた怪物・トールシンが封印を破って逃げ出し、天上界と人間の住むマーベルランドの狭間に漂う浮島・フローランドでトールシンの仕業とみられる人々が心を抜き取られ人形になる事件が続発する。
大女神からトールシン捕縛の命を受け、ローザとワルキューレはフローランドに向かう。

## 登場人物
ローザ （ローゼン・クライネ）
声 - 鈴木真仁
主人公。ワルキューレと共にトールシン捕縛の旅に出る。ミシェールに恋心を抱く。
ワルキューレ
声 - 久川綾
ローザのパートナー。名乗った直後のヴィオレットに「あなたは誰?」と尋ねるなど天然な性格をしている。
ヴィオレット
声 - 篠原恵美
フローランドの管理人。ワルキューレとは以前からの知り合い。
大女神
声 - 折笠愛
ワルキューレとローザにトールシン捕縛を命じる。ワルキューレたちの生みの親でもある。
ビアンカ
声 - こおろぎさとみ
サンドラの少女。浮島で植物に関する研究をしている。飢饉で家族を失っている。
ミシェール
声 - 緒方恵美
呪術の研究のためフローランドに来たコアクマン。見た目は美少年だが、コアクマンには性別がない。変わったもの集めという変な趣味がある。
ナレーション ほか
声 - 山寺宏一
フェアリーズ
声 - 白河真由、榊原弘子、浅川悠、藤野かほる、吉田智美、宮嶋ひとみ、手塚ちはる、小野まゆみ、水橋かおり、千葉千恵巳
過去と未来を結ぶ妖精。

## スタッフ
- ストーリー原案 - 冨士宏、石田正則（ナムコ）
- シナリオ - 金子政路
- キャラクター原案 - 冨士宏、木村英文
- 音楽 - ソフトハウス ウノ（山崎淳）、中田雅敏
- 音響監督 - 岩浪美和
- アニメーション制作 - Bee Media
  - 絵コンテ - そうま竜也
  - 作画監督 - 平山智
- ディレクター - 清野一道（ナムコ）、石田正則
- プロデューサー - 橋口隆二（ナムコ）

## 主題歌
オープニングテーマ 「空の旅人」
作詞 - 髙石さゆり / 作曲 - 松岡基樹 / 編曲 - 山崎淳 / 歌 - 鈴木真仁、久川綾
エンディングテーマ 「愛するために」
作詞 - 金子政路 / 作曲 - 勝誠二 / 編曲 - 山崎淳 / 歌 - 折笠愛
挿入歌 「恋する乙女は忙しい」
作詞 - 髙石さゆり、金子政路 / 作曲 - 勝誠二 / 編曲 - 中田雅敏 / 歌 - フェアリーズ

## イベント
記者発表会
1996年2月15日開催。出演は久川綾（ワルキューレ役）、フェアリーズ。
発売記念イベント
1. 1996年3月30日にアミューズメントスクエアで開催。司会は小林治。
2. 1996年3月31日に東京国際見本市会場（「HARU コミックシティ 1」併催）で開催。出演は久川綾、鈴木真仁（ローザ役）、篠原恵美（司会、ヴィオレット役）、フェアリーズ。

## 関連商品
ワルキューレの伝説 外伝 ローザの冒険 [ドラマCD]
発売日：1996年3月25日 / 発売：TDKコア / 品番：TDCD-1133
デジタルコミックに先駆けて（デジタルコミックの発売日延期のため）発売された。キャストはデジタルコミックと同じで、フェアリーズはドラマのパート間の語りで出演した。主題歌3曲も収録。初回特典として出演者メッセージCD（品番：TLC-18）が用意された。
ワルキューレの伝説 外伝 ローザの冒険 ファンブック
発売日：1996年10月 / 発行：アスペクト（Login Books） ISBN 4-89366-592-8
設定イラスト、スタッフインタビュー、声優フォトグラフなどを収録。
SRナムコ リアルフィギュアコレクション ギャルズ編
ユージン（後のタカラトミーアーツ）が発売した、ナムコの人気女性キャラクターのカプセルトイ。
Part1（2000年10月発売）でワルキューレとローザ、Part2（2001年11月発売）ではワルキューレとヴィオレットがフィギュア化された。